# نیو لاین سینما
شرکت محصولات فیلم نیو لاین (به انگلیسی: New Line Film Productions Inc.) که اغلب به صورت کوتاه شده نیو لاین سینما شناخته می‌شود، یک استودیوی فیلم‌سازی آمریکایی که توسط رابرت شی در سال ۱۹۶۷ به عنوان یک شرکت توزیع‌کننده فیلم بنیانگذاری شد، و بعدها خود به یک استودیوی فیلم‌سازی مستقل تبدیل گشت. این شرکت در ابتدا زیرمجموعه ترنر برادکستینگ سیستم بود، سپس در سال ۱۹۹۶ تابع شرکت تایم وارنر شد و در مارس سال ۲۰۰۸ با استودیوی بزرگ خواهر خود یعنی برادران وارنر ادغام گردید.